# Bhedaghat
Bhedaghat è una suddivisione dell'India, classificata come nagar panchayat, di 1.840 abitanti, situata nel distretto di Jabalpur, nello stato federato del Madhya Pradesh. In base al numero di abitanti la città rientra nella classe VI (meno di 5.000 persone).

## Geografia fisica
La città è situata a 23° 08' 45 N e 79° 47' 34 E.

## Società

### Evoluzione demografica
Al censimento del 2001 la popolazione di Bhedaghat assommava a 1.840 persone, delle quali 984 maschi e 856 femmine. I bambini di età inferiore o uguale ai sei anni assommavano a 290, dei quali 173 maschi e 117 femmine. Infine, coloro che erano in grado di saper almeno leggere e scrivere erano 1.152, dei quali 697 maschi e 455 femmine.